# Stephanie Rachor
Stephanie Rachor (* 15. März 1966 in Minden) ist eine deutsche Juristin, Vorsitzende Richterin am Bundesarbeitsgericht und Mitglied des Staatsgerichtshofs des Landes Hessen.

## Leben
Stephanie Rachor studierte 1984 bis 1989 an der Freien Universität Berlin und beendete ihre juristische Ausbildung 1993 im Bezirk des Kammergerichts Berlin mit der Ablegung des Zweiten Staatsexamens und wurde dann Richterin am Arbeitsgericht Berlin. Von 1997 bis 1999 war sie an das Bundesverfassungsgericht als wissenschaftliche Mitarbeiterin abgeordnet. 2001 wechselte sie aus der Arbeitsgerichtsbarkeit des Landes Berlin in den Justizdienst des Landes Hessen und wurde Richterin am Arbeitsgericht Frankfurt am Main. Von Frankfurt aus wurde sie 2006 bis 2008 als wissenschaftliche Mitarbeiterin an das Bundesarbeitsgericht nach Erfurt abgeordnet. 2009 wurde sie zur Vorsitzenden Richterin am Hessischen Landesarbeitsgericht ernannt.
Im Juli 2010 wurde sie Richterin am Bundesarbeitsgericht und ist seit 2018 deren Pressesprecherin. Sie ist dort dem 2. Senat zugeordnet, mit den Themenschwerpunkten "Weiterbeschäftigungs- und Abfindungsansprüche", "Ersetzung der Zustimmung des Betriebsrats zur Kündigung", "Datenschutzrechtliche Ansprüche". Seit dem 7. Oktober 2022 ist sie Vorsitzende Richterin und leitet den 3. Senat, der für die betriebliche Altersversorgung einschließlich der Versorgungsschäden zuständig ist.
Seit 2019 ist Rachor stellvertretendes nicht richterliches Mitglied am Staatsgerichtshof des Landes Hessen.

## Veröffentlichungen
- mit zahlreichen anderen: KR. Gemeinschaftskommentar zum Kündigungsschutzgesetz und zu sonstigen kündigungsschutzrechtlichen Vorschriften. Hrsg.: Jürgen Treber. 12. Auflage. Luchterhand, Köln 2019, ISBN 978-3-472-09549-1.
- mit zahlreichen anderen: Kündigungsschutzgesetz. Praxiskommentar zum KSchG und zu angrenzenden Vorschriften mit Gestaltungshinweisen und Beispielen. Hrsg.: Gregor Thüsing, Stephanie Rachor, Mark Lembke. 4. Auflage. Haufe, Freiburg 2018, ISBN 978-3-648-11063-8.